# Chamaeleo senegalensis
Chamaeleo senegalensis is een hagedis uit de familie kameleons (Chamaeleonidae).

## Naam en indeling
De wetenschappelijke naam van de soort werd voor het eerst voorgesteld door François Marie Daudin in 1802. Later werd de wetenschappelijke naam Chamaeleon subcroseus gebruikt.

## Uiterlijke kenmerken
Chamaeleo senegalensis is te herkennen aan het relatief gladde en erg langgerekte lichaam zonder stekels, en een kleine nekkam en oorkwab. Ook de voor kameleons typische stekelkammen ontbreken. De kameleon heeft alleen een lichte keelkam en twee duidelijke oogkammen zonder vergrote schubben. Ook heeft de kameleon een keelzak en de kleur varieert van grijsbruin tot heldergroen. Deze soort heeft donkere vlekken op de flanken en verder zelden een patroon zoals veel andere kameleons. De totale lichaamslengte van de vrouwtjes bedraagt ongeveer 30 centimeter, de mannetjes blijven echter iets kleiner. Zij zijn verder te herkennen aan de bredere staartbasis.

## Levenswijze
Het voedsel bestaat uit allerlei geleedpotigen zoals insecten. De vrouwtjes kunnen wel 70 eitjes afzetten in een enkel legsel en zetten twee legsels per jaar af. De juvenielen zijn na ongeveer een half jaar volwassen.

## Verspreiding en habitat

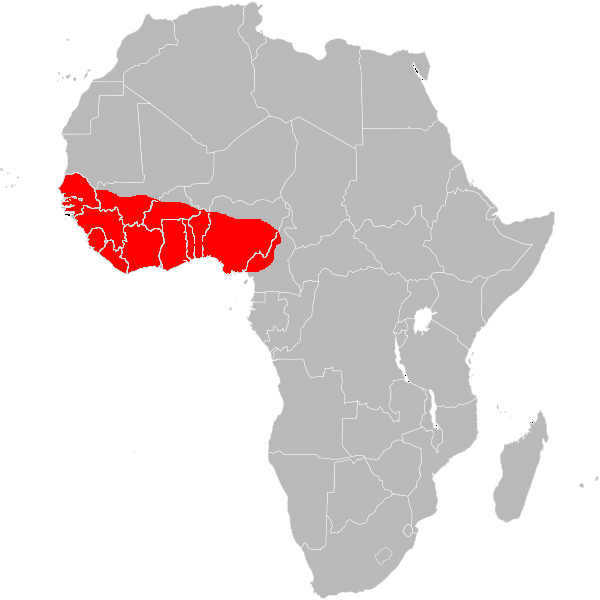
Verspreidingsgebied in het rood.

Chamaeleo senegalensis komt voor in delen van Afrika en leeft in de landen rond de Golf van Guinee; te weten Benin, Burkina Faso, Kameroen, Ivoorkust, Gambia, Ghana, Guinee, Liberia, Mali, Nigeria, Senegal, Sierra Leone en Togo.
De habitat bestaat voornamelijk uit tropische en subtropische bossen, droge en vochtige delen van savannen en halfwoestijnen. Ook in stedelijke gebieden komt de kameleon veelvuldig voor, en is vaak te vinden op de geïntroduceerde neembomen (Azadirachta indica). Ondanks dat de soort in drogere gebieden leeft zoals zelfs savannen en halfwoestijnen, zit de kameleon meestal in dichte vegetatie waar het veel vochtiger is dan de omgeving.

## Beschermingsstatus
Door de internationale natuurbeschermingsorganisatie IUCN is de beschermingsstatus 'veilig' toegewezen (Least Concern of LC).
Omdat de kameleon in veel streken nog redelijk algemeen voorkomt wordt deze soort in grote aantallen geëxporteerd en internationaal aangeboden als huisdier. Hierdoor is ook de prijs relatief laag en wordt de kameleon massaal verkocht. Veel dieren hebben echter parasieten onder de leden die zich in het terrarium explosief kunnen vermenigvuldigen.